# Komplementærkontrast
Komplementærkontrasten er en af de syv farvekontraster som Johannes Itten opstillede.
Komplementærfarver er to farver der er diametralt modsatte af hinanden i Johannes Ittens farvecirkel. Der er derfor kun én farve der er komplementærfarve til en anden farve. Farvers kontrast er forskellen imellem dem. Komplementærkontrasten er forskellen imellem de to diametralt modsatte farver i Ittens farvecirkel.
Komplementærkontrasten bliver ofte anvendt, fordi komplementærfarver forstærker hinanden (øger hinandens "strålekraft"). Samtidig er de harmoniske, når de bliver sat sammen. Harmonien imellem komplementærfarver skabes ved, at alle primærfarver er til stede. Blandes to komplementærfarver, fås en neutral gråsort farve. Den stærkeste komplementærkontrast er rødviolet og gulgrøn.